# Grob G 520
Le Grob G 520 est un avion de reconnaissance de haute altitude et à longue endurance construit par Grob Aircraft avec des capacités ADAC et une approbation complète pour les opérations de vol aux instruments et vol en conditions givrantes conformément aux réglementations LBA/FAR Part 23. Développé et certifié en 1991, le Grob G 520 est l'un des plus gros avions entièrement fait de composites et détenteur de plusieurs records du monde. La production a repris en 2014.

## Développement
Le Grob G 520 'EGRETT' (anciennement Grob/E-Systems/AlliedSignal Egrett - son nom est dérivé des trois sociétés impliquées dans sa conception : E-Systems, Grob Aircraft et Garrett, cette dernière société changeant plus tard son nom d'AlliedSignal) est un avion de surveillance développé en Allemagne dans les années 1980 par un partenariat international. Il était destiné à répondre à un besoin conjoint de l'armée de l'air allemande et de l'US Air Force pour une plate-forme de surveillance à haute altitude et de longue durée pour la vérification des traités et la surveillance de l'environnement. Connu sous le nom de "LAPAS" (Luftgestütztes, abstandsfähiges Primär-Aufklärungssystem, fr : Système de reconnaissance primaire aérien longue distance) en Allemagne et "Senior Guardian" (Garde Doyen) aux États-Unis, le programme a d'abord tenté d'utiliser le Lockheed TR-1 (U-2) pour ce rôle, mais cela n'ayant pas fonctionné, un nouvel avion a été conçu.
Le premier prototype D-450 EGRETT I a volé en 1987 et, en septembre de l'année suivante, a établi un record d'altitude de 16 329,35 m (53 573,96 ft). Deux avions de pré-production ont suivi en 1989 et 1990 sous le nom de D-500 EGRETT II, puis furent modifiés pour atteindre la forme finale du G 520 en 1991. Ces deux derniers avions appartenaient respectivement à E-Systems et Grob et étaient utilisés à des fins promotionnelles : E-Systems pour divers ensembles de capteurs et Grob (rebaptisé Strato 1) pour commercialiser la conception auprès des autorités civiles en tant que plate-forme de gestion des ressources.
En 1992, l'armée de l'air allemande a passé une commande pour la production de neuf EGRETT II, à compléter par l'entraîneur biplace G 520T et l'un des démonstrateurs. Cependant, en février 1993, avant qu'une grande partie de la production n'ait eu lieu, le processus d'approvisionnement a été minutieusement examiné lorsque des accusations de corruption (affaire Amigo) entourant l'ancien ministre-président bavarois Max Streibl sont devenues publiques. Le programme a ensuite été annulé lorsque l'Europe de l'Est a cessé d'être perçue comme une menace,,.
La version biplace G 520T a été achevée et vendue à la recherche aérienne d'Australie (Airborne Research Australia) à Adélaïde. En 2014, Grob Aircraft a racheté le G 520T et l'a ramené en Allemagne. L'avion repeint sera présenté au public lors du Farnborough Airshow 2014, en même temps que la reprise de la production du G 520T.
En 2014, le G 520 détenait plusieurs records du monde. Cet avion a établi trois records du monde d'altitude, temps de montée en 1988. De plus, il s'agissait du premier avion en composite spécialement conçu pour la recherche stratosphérique et a atteint une altitude record de 53 573,96 ft (16 329,35 m).
- Temps pour monter à 15 000 m : 40 minutes 47 secondes[6]
- Altitude en vol horizontal : 16 238,55 m (53 276,09 ft)[7]
- Altitude sans charge utile : 16 329,35 m (53 573,96 ft)[8]

## Conception
Le G 520 est un monoplan conventionnel à aile médiane entièrement composite avec des ailes à allongement extrêmement élevé. La puissance est fournie par un seul turbopropulseur Honeywell TPE 331-14F avec une hélice Hartzell quadripales et il est équipé d'un train d'atterrissage tricycle qui se rétracte dans des carénages sous les ailes. Le concept de soute flexible du G 520 peut accueillir plusieurs équipements pour des applications civiles et militaires et les 12 compartiments pouvant accueillir jusqu'à 850 kg d'équipement de mission font du G 520 une plate-forme polyvalente idéale pour un large éventail de missions. Le cockpit du G 520T offre de la place pour un pilote et un opérateur de capteur ainsi que pour l'équipement qui doit être placé à l'intérieur de la cabine pressurisée. Le tableau de bord peut être équipé en option d'un cockpit numérique IDU-680 EFIS de Genesys Aerosystems.

## Variantes

### G 520T
Le G 520T est une version biplace du G 520. Initialement prévu à des fins de formation et de démonstration, le seul G 520T jamais construit a été racheté par Grob Aircraft en 2014 et transféré en Allemagne en juin 2014. La production du G 520T reprendra en 2014.

### G520NG
Le G 520NG sera la version de production modernisée du G 520T initial. Selon les déclarations de l'entreprise lors du Farnborough Airshow 2014, les livraisons pourraient commencer en 2016.

## Historique opérationnel
Australie
Airborne Research Australia (Recherche aérienne d'Australie)

## Opérateurs
-  États-Unis
-  Argentine

Perlan Project (en) Remorquage de planeurs de haute altitude.